# Луций Помпоний Бас
Луций Помпоний Бас (на латински: Lucius Pomponius Bassus) e политик и сенатор на Римската империя през 2 век.

## Биография
Той произлиза от фамилията Помпонии и е син на Тит Помпоний Бас (суфектконсул 94 г.).
От юли 118 г. Луций Помпоний Бас е суфектконсул заедно с Тит Сабиний Барбар. Двамата водят Фасциите (Fasces) още от 9 юли 118 г. и през август, когато новият император Адриан пристига в Рим.